# Antoine Bonaparte
Antoine Lucien Bonaparte (Frascati, 31 oktober 1816 - Florence, 28 maart 1877) was de zevende zoon van Lucien Bonaparte, de broer van Napoleon Bonaparte, en Alexandrine de Bleschamp.
Hij leefde sinds 1834 met zijn broer Pierre op de landgoederen van hun vader, de vorst van Canino. Toen paus Gregorius XVI ter ore kwam dat de broers een revolutionair vrijkorps wilden oprichten, vaardigde hij een arrestatiebevel uit. Antoine werd gearresteerd, maar vluchtte in 1836 met zijn broer naar de Verenigde Staten. In 1838 keerde hij terug naar Europa en in 1839 trouwde hij met Carolina Maria Anna Cardinali (1823-1879), de dochter van een advocaat te Lucca. Hij keerde in 1848 terug naar Frankrijk en werd in 1849 gekozen als lid van de Nationale Vergadering. Hij stierf in 1877 kinderloos.